# Milo Manheim
Milo Manheim (Los Angeles, 6 de março de 2001), é um ator norte-americano, mais conhecido pelo seu trabalho em Zombies (2018), Feriado Sangrento (2023) e Espíritos na Escola (2023).

## Biografia
Ele começou sua carreira de ator em um programa local de pós-escola em Culver City, aos sete anos de idade.
Milo foi descoberto quando o diretor de seleção Amber Horn viu seu desempenho como "Roger" no musical Rent. Este foi um ponto crucial na sua carreira, ao levá-lo a uma audição para um musical do Disney Channel, "Zombies", Milo conseguiu o papel de Zed, protagonista da trilogia.
Ele ganhou o prêmio "Best Leading Actor" por seu papel no Festival Musical de Nova York de 2017, como Milo Reynolds em "Generation Me".
Milo Manheim toca violão, bateria, piano e ukulele.

## Teatro
Sua primeira peça foi "The Sound of Music", aos 7 anos, com Liza Monjauze Productions. Ele já atuou em mais de 15 peças no teatro de Liza, em qual suas principais foramː "Rent", "Footloose", "Tommy", "Guys & Dolls", "A Chorus Line", "Gypsy", "Spring Awakening" e "Generation Me".
No ano de 2024, Milo também interpretou Johnny no musical “American Idiot”, e já em 2025 o ator integra o elenco da peça musical “Little Shop of Horrors”, interpretando Seymour, ao lado da atriz Elizabeth Gillies.

## Filmografia

### Televisão
| Ano  | Trabalho                               | Personagem   | Notas                     |
| ---- | -------------------------------------- | ------------ | ------------------------- |
| 2009 | Ghost Whisperer                        | Riley        | Participação              |
| 2018 | Zombies                                | Zed          | Filme para Televisão      |
| 2018 | American Housewife                     | Pierce       | Recorrente                |
| 2018 | Dancing with the Stars                 | Ele mesmo    | Reality                   |
| 2020 | Zombies 2                              | Zed          | Filme para Televisão      |
| 2020 | Zombies: Addison’s Moonstone Mystery   | Zed          | Narração                  |
| 2021 | The Conners                            | Josh         | Recorrente (3ª temporada) |
| 2021 | Zombies: Addison’s Monster Mistery     | Zed          | Narração                  |
| 2022 | Zombies 3                              | Zed          | Filme para Televisão      |
| 2023 | Prom Pact                              | Ben Plunkett | Filme para Televisão      |
| 2023 | Doogie Kamealoha, M.D.                 | Nico         | Recorrente (2ª temporada) |
| 2023 | Zombies: The Re-Animated Series Shorts | Zed          | Narração                  |
| 2023 | School Spirits                         | Wally Clark  | Elenco Principal          |
| 2024 | Zombies: The Re-Animated Series        | Zed          | Narração                  |
| 2024 | Zombies 4                              | Zed          | Filme para Televisão      |

### Cinema
| Ano  | Trabalho             | Personagem | Notas            |
| ---- | -------------------- | ---------- | ---------------- |
| 2023 | Thanksgiving         | Ryan Baker |                  |
| 2023 | Journey to Bethlehem | Joseph     | Elenco Principal |

### Vídeo Musical
| Ano  | Canção                                              | Notas             |
| ---- | --------------------------------------------------- | ----------------- |
| 2018 | Cast Zombies: Fired Up (Competition Version)        | Filme “Zombies”   |
| 2018 | Cast Zombies: My Year                               | Filme “Zombies”   |
| 2018 | Cast Zombies: BAMM (Zombie Block Party)             | Filme “Zombies”   |
| 2020 | Zombies 2 Cast: Like the Zombies Do                 | Filme “Zombies 2” |
| 2020 | Zombies 2 Cast: Flesh & Bone                        | Filme “Zombies 2” |
| 2020 | Zombies 2 Cast: I’m Winning                         | Filme “Zombies 2” |
| 2022 | Milo Manheim, Meg Donelly - Ain’t no Doubt About It | Live Performance  |
| 2022 | Milo Manheim, Meg Donelly - Someday                 | Live Performance  |
| 2023 | Sabrina Carpenter: Feather                          | Homem no Elevador |

### Podcast
| Ano  | Trabalho                               | Personagem     | Notas    |
| ---- | -------------------------------------- | -------------- | -------- |
| 2020 | The Pack Podcast                       | Phil, Clarence | Narração |
| 2021 | The Cinnamon Bear: A Holiday Adventure | Jimmy          | Narração |

## Prêmios e Indicações
| Ano  | Premiação                     | Categoria                | Trabalho        | Resultado |
| ---- | ----------------------------- | ------------------------ | --------------- | --------- |
| 2017 | Festival Musical de Nova York | Melhor Ator Protagonista | "Generation Me" | Venceu    |